# Steppique Durancien et Queyrassin
Steppique Durancien et Queyrassin este o arie protejată (sit de importanță comunitară — SCI) din Franța întinsă pe o suprafață de 19.658 ha, integral pe uscat.

## Localizare
Centrul sitului Steppique Durancien et Queyrassin este situat la coordonatele 44°40′20″N 6°37′31″E / 44.67222°N 6.62528°E.

## Înființare
Situl Steppique Durancien et Queyrassin a fost declarat arie specială de conservare în baza directivei 92/43 din 1992 referitoare la conservarea habitatelor naturale și a faunei și florei sălbatice pentru a proteja 5 specii de plante și 23 de specii de animale.

## Biodiversitate
Situată în ecoregiunea alpină, aria protejată conține 36 de habitate naturale: Râuri de munte și vegetația lor lemnoasă cu Salix elaeagnos, Pajiști alpine și boreale, Formațiuni de Juniperus communis pe lande sau pajiști calcaroase, Matorral arborescenți cu Juniperus spp., Izvoare petrifiante cu formare de travertin (Cratoneurion), Grohotișuri termofile și vest-mediteraneene, Pante stâncoase calcaroase cu vegetație casmofită, Râuri de munte și vegetația erbacee de pe malurile acestora, Formațiuni stabile xerotermofile de Buxus sempervirens pe pante stâncoase (Berberidion p.p.), Roci stâncoase cu vegetație pionieră de Sedo-Scleranthion sau Sedo albi-Veronicion dillenii, Fânețe montane, Râuri de munte și vegetația lor lemnoasă cu Myricaria germanica, Râuri mediteraneene cu debit permanent și vegetație de Glaucium flavum, Pajiști carstice calcaroase sau bazofile, de Alysso-Sedion albi, Râuri cu maluri nămoloase cu vegetație de Chenopodion rubri p.p. și Bidention p.p., Pajiști uscate europene, Fânețe de joasă altitudine (Alopecurus pratensis, Sanguisorba officinalis), Păduri montane și subalpine de Pinus uncinata (* dezvoltate pe substrat gipsos sau calcaros), Păduri endemice cu Juniperus spp., Liziere de ierburi înalte hidrofile de câmpie și de nivel montan până la alpin, Grohotișuri calcaroase și de șisturi calcaroase de la nivelul montan până la nivelul alpin (Thlaspietea rotundifolii), Galerii de Salix alba și de Populus alba, Lespezi calcaroase, Grohotișuri silicioase de la nivelul montan până la nivelul zăpezii (Androsacetalia alpinae și Galeopsietalia ladani), Păduri acidofile de Picea de la nivel montan la nivel alpin (Vaccinio-Piceetea), Păduri montane și subalpine de Pinus uncinata (* dezvoltate pe substrat gipsos sau calcaros), Lande oro-mediteraneene cu formațiuni endemice de grozamă, Pajiști alpine și subalpine calcaroase, Păduri alpine de Larix decidua și/sau Pinus cembra, Pajiști uscate seminaturale și facies de acoperire cu tufișuri pe substraturi calcaroase (Festuco-Brometalia) (* situri importante pentru orhidee), Peșteri inaccesibile publicului, Pajiști cu Molinia pe soluri calcaroase, turboase sau argilos-nămoloase (Molinion caeruleae), Păduri aluvionare cu Alnus glutinosa și Fraxinus excelsior (Alno-Padion, Alnion incanae, Salicion albae), Mlaștini alcaline, Pante stâncoase silicioase cu vegetație casmofită, Pășuni continentale udate de apa mării.
La baza desemnării sitului se află mai multe specii protejate:
- plante (5): Astragalus alopecurus, Dracocephalum austriacum, Eryngium alpinum, moșișoare (Liparis loeselii), Orthotrichum rogeri
- amfibieni (1): izvoraș-cu-burta-galbenă (Bombina variegata)
- mamifere (6): liliac cârn (Barbastella barbastellus), lupul (Canis lupus), liliac cu urechi de șoarece (Myotis blythii), liliac comun (Myotis myotis), liliacul mare cu potcoavă (Rhinolophus ferrumequinum), liliacul mic cu potcoavă (Rhinolophus hipposideros)
- nevertebrate (12): molia lunii spaniolă (Actias isabellae), Austropotamobius pallipes, croitorul mare al stejarului (Cerambyx cerdo), Coenagrion mercuriale, fluturele de noapte (Eriogaster catax), fluturele auriu (Euphydryas aurinia), Euplagia quadripunctaria, rădașcă (Lucanus cervus), Osmoderma eremita, Stephanopachys linearis, Stephanopachys substriatus, Vertigo angustior
- pești (3): zglăvoacă (Cottus gobio), Parachondrostoma toxostoma, clean dungat (Telestes souffia)
- reptile (1): țestoasa de baltă (Emys orbicularis)

Pe lângă speciile protejate, pe teritoriul sitului au mai fost identificate 50 de specii de plante, 1 specie de păsări, 2 specii de amfibieni, 9 specii de mamifere, 5 specii de nevertebrate, 4 specii de reptile.